# Rune Jansson
Karl Axel Rune Jansson (ur. 29 maja 1932 w Skinnskattebergu, zm. 24 listopada 2018 w Uddevalli) – szwedzki zapaśnik. Brązowy medalista olimpijski z Melbourne.
Brał udział w dwóch igrzyskach (IO 56, IO 60). Walczył w stylu klasycznym, w 1956 zdobywając brąz w wadze średniej, do 79 kilogramów. Na mistrzostwach świata najlepszym jego wynikiem było trzecie miejsce w 1958 roku.